# Love and Glory
Love and Glory è un film muto del 1924 diretto da Rupert Julian e interpretato da Charles de Rochefort, Wallace MacDonald e Madge Bellamy. La sceneggiatura di Elliott J. Clawson e Rupert Julian si basa su We Are French di Perley Poore Sheehan e Robert Hobart Davis pubblicato a New York nel 1914.

## Trama
Nel 1869, durante dei moti in Algeria, due amici, Pierre e Anatole, rispettivamente fratello e fidanzato della giovane Gabrielle, si uniscono ai soldati per andare a combattere. Presto giunge la notizia che sono morti in battaglia. Gabrielle viene rapita e portata via. La notizia della morte dei due soldati non era veritiera. Entrambi ritornano ma non trovano più la ragazza che cercano disperatamente senza alcun esito. Sono passati cinquant'anni: in viaggio per Parigi dove tardivamente lo aspetta una decorazione per il suo coraggio in guerra, il fratello di Gabrielle muore. Il fidanzato, invece, ritrova felice il suo amore di gioventù.

## Produzione
Il film fu prodotto dalla Universal Pictures con il titolo di lavorazione We Are French, titolo del romanzo originale.

## Distribuzione
Il copyright del film, richiesto dalla Universal Pictures, fu registrato il 31 luglio 1924 con il numero LP20451.
Distribuito dalla Universal Pictures e presentato da Carl Laemmle, il film uscì nelle sale cinematografiche statunitensi il 7 dicembre 1924 dopo essere stato presentato in prima a New York il 4 agosto 1924.
Non si conoscono copie ancora esistenti della pellicola che viene considerata presumibilmente perduta.

### Remake
Il regista aveva già portato sullo schermo per l'Universal la storia dei due reduci d'Algeria nel 1916 con il film Il trombettiere d'Algeri che aveva come interpreti Ella Hall, Kingsley Benedict e lo stesso regista nel ruolo di Pierre.